# ألم عصبي
الألم العصبي هو ألم ناتج عن إصابة أحد أعضاء الجهاز العصبي، بما في ذلك الدماغ، الحبل الشوكي والأعصاب المحيطية. قد يكون هذا الألم إما قصير المدى حيث يبقى لفترة قصيرة، إلا أنه غالبا ما يكون طويل المدى ويسبب آلاما مزمنة.
تقوم الأعصاب الحسية بنقل المعلومات الحسية من جميع أعضاء الجسم إلى الدماغ الذي يقوم بمعالجتها، حيث كل نوع من الأعصاب المحيطية ينقل نوعا مختلفا من الإحساس، وغالبا ما ينتج الألم العصبي عن تضرر هذه الأعصاب.

## أعراضه
يتميز الألم العصبي بأنه يظهر بعد زمن طويل من تضرر الأعصاب إضافة إلى استمراريته لفترة طويلة.
يختلف الشعور بالألم العصبي من شخص إلى آخر حيث أن هناك من يشعر بأن الألم متواصل لا يتغير وهناك من يشعر بأنه يظهر ويختفي.و من الممكن أن تظهر الحالات التالية:
- ألم خيفي: الشعور بالألم من جراء محفزات (يفترض أن لا تسبب الألم)مثل الريح أو القماش من شأنها أن تسبب إحساسا بالألم في المنطقة المصابة
- ألم شبيه بالشعور بالاحتراق أو بالحرق الكهربائي
- ألم يشبه الشعور بالقطع أو الطعن
- فرط التألم: المحفز الذي عادة ما يسبب العور بالألم، كالوخز عند إجراء فحوص الدم، يسبب ألاما رهيبة لا تحتمل
- إحساس بالوخز أو الخدر في العضو المصاب
- فقدان الإحساس: في أي من وظائف العصب مثل فقدان الإحساس بالحرارة، فقدان الإحساس وبالتالي صعوبة المشي أو القيام بأي عمل.[http://www.altibbi.com/%D9%85%D8%B5%D8%B7%D9%84%D8%AD%D8%A7%D8%AA-%D8%B7%D8%A8%D9%8A%D8%A9/%D8%A7%D9%84%D8%A7%D9%85%D8%B1%D8%A7%D8%B6-%D8%A7%D9%84%D8%B9%D8%B5%D8%A8%D9%8A%D8%A9/%D8%A7%D9%84%D9%85-%D8%B9%D8%B5%D8%A8%D9%8A [1]

## مضاعفاته
قد يتسبب الألم العصبي للمصاب في عجز، فيصبح غير قادر على أداء مهامه بسهولة، كما أن تناول الأدوية المسكنة للألم قد تكون لها آثار جانبية سيئة.]

## خطورته على الحياة
الألم العصبي غير مهدد للحياة، ولا يحمل أي علامات أو أضرار قد تودي بحياة الشخص، إلا أن الآلام قد تكون شديدة ولا تتحسن لذلك يجب اتخاذ الإجراءات العلاجية المناسبة، فمعظمها قابل للعلاج، وغالبا ما تظهر وتختفي، كما تصبح أكثر شدة مع تقدم العمر.

## أسباب وعوامل خطر الألم العصبي
يظهر الألم العصبي كجزء من الأعراض في الأمراض التالية
- السكري: مرض السكري خاصة أولئك الذين يهملون توازن مستويات السكر في الدم، حيث تتطور لديهم عصبية في كفوف اليدين والقدمين في أعقاب تطور إمدادات الدم إلى الأعصاب.
- ألم عصبي تال للهربس: الفيروس النطاقي الحماقي يسبب مرض الحماق لدى الأطفال، ومرض الهربس النطاقي لدى البالغين، الذي تظهر فيه بثور على الجلد مصحوبة بألم، وغالبا ما يكون ذلك على جانب واحد من الجسم بشكل يشبه الحزام. كثيرا ما تستمر الآلام بعد الهربس النطاقي لفترة طويلة لدى البالغين
- ألم العصب الثلاثي التوأم: إن الألم العصبي الشائع في منطقة الوجه يتميز بظهور آلام شديدة ومفاجئة على الوجه تستمر لعدة ثوان، بالنسبة لمن يعاني من هذه الحالة هناك منطقة في الوجه، بإمكان أي منبه أن يظهر الألم فيها

## تشخيص الألم العصبي
لا توجد فحوصات خاصة محددة تمكن من تشخيص حالات الألم من مصدر عصبي، لذا لا بد من استبعاد العوامل الأخرى التي قد تسبب الألم، بما في ذلك التعرض للإصابة، الالتهابات، أمراض المناعة الذاتية وغيرها، أيضا الفحص الجسدي للتأكد من وجود أو عدم وجود أمراض أخرى مسببة للألم بشكل عام أو كذلك الألم من مصدر عصبي.
يجب التركيز على مدة استمرارية الألم ومميزاته، وحتى العوامل المتدخلة في زيادة أو تخفيف حدة الألم للتوصل لتشخيص نهائي.

## علاج الألم العصبي
علاج هذا المرض شيء معقد ويتطلب استعمال أدوية لا تستعمل عادة لعلاج الآلام، كما أن التوصل إلى العلاج المناسب لكل حالة على حدة يتسبب في اختلاف الحالات عن بعضها البعض، كما يحتاج الكثير من الوقت وأيضا اختيار توليفة البدائل العلاجية الأكثر فائدة.

### الأدوية
- مضادات الاختلاج (Anticonvulsant): من الشائع استخدام هذه الأدوية لمعالجة الحالات التي يتخللها الاختلاج، كما أنها فعالة في علاج الألم العصبي.
- مضادات الاكتئاب (Antidepressants): هذه الأدوية تقوم بتخفيف الألم بشكل مباشر، كما أنها فعالة في تحسين جودة النوم لدى الذين يعانون من آلام مزمنة وتخفف الاكتئاب الناتج عن الألم.كما يمكن، أيضا، استخدام الأدوية الثلاثية الحلقات (Tricyclic)، مثبطات إعادة امتصاص السيروتونين (Serotonin reuptake  inhibitors - SRI) والنورابينفرين (Norepinephrine)
- ادوية افيونية المفعول (Opioids): كما تسمى بالأدوية المخدرة، وهي أفضل الأدوية المتوفرة اليوم لمعالجة الألم بشكل عام، كما توجد أدوية أفيونية المفعول أقل قوة من حيث تأثيرها ومن حيث الآثار الجانبية.
- العلاج الموضعي: الذي يعطى بواسطة لاصقة، هلام أو مرهم، ويحتوي على مركب من مخدر موضعي يساعد على تخفيف الألم..

كما يمكن استعمال أدوية معدة لعلاج الأوجاع العامة والعادية، مثل مضادات الالتهاب اللاستيرويدية والباراسيتامول (Paracetamol)، رغم انها لا تحل المشكلة بشكل نهائي، في اغلب الاحيان.

### الحقن
- الإحصار العصبي (Nerve block): فيه يتم حقن مادة خاصة مباشرة في العصب، حيث تقوم بإيقاف نقل الإشارات العصبية، فيتوقف الإحساس بالألم
- علاج مباشر إلى الحبل الشوكي: الذي يتم باستخدام إبرة عن طريق إدخالها إلى النخاع الشوكي وإدخال دواء باستعمال مضخة من قبل المريض.

### الجراحة
- تخفيف الضغط عن العصب (Decompression): من خلال تخفيف الضغط الواقع على العصب لتخفيف الألم
- تحفيز النخاع الشوكي (Spinal Cord Stimulation) / تحفيز العصب المحيطي (Peripheral Nerve Stimulation): حيث يتم إدخال إبرة لإحداث تحفيز كهربائي للعصب أو للنخاع الشوكي.التحفيز الكهربائي يزيل الإحساس بالألم المتنقل عبر العصب المصاب، ويتولد بديل عنه وهو التقريص الخفيف.